# 东亨廷顿大桥
东亨廷顿大桥（East Huntington Bridge），官方名称为弗兰克·盖茨基纪念大桥（Frank Gatski Memorial Bridge），也被称作东端大桥（East End Bridge）或31街大桥（31st Street Bridge），是一座跨越俄亥俄河的斜拉桥，主跨长274.32（900英尺），位于西弗吉尼亚州亨廷顿，该桥的西弗吉尼亚一侧承载106号州道、俄亥俄州一侧承载775号州道。

## 沿革
大桥的历史可追溯到20世纪70年代初，当时正在讨论未来俄亥俄河跨河通道的可能路线。为了配合亨廷顿市的全面规划，城市优先的线路走向是连接城市边界以外的64号州际公路，很多人喜欢城北一英里沿2号州道的方案。
大桥施工开始于1983年，并于1985年8月完工，共耗资3800万美元。大桥由来自华盛顿州奥林匹亚的阿维德·格兰特建筑师事务所（Arvid Grant and Associated）设计，这是西弗吉尼亚州第一座同类型桥梁，也是美国第二座采用混凝土替代钢结构的桥梁，成为联邦公路管理局的一个示范项目。
跨河主桥及两岸引道的完工是工程的第一阶段，未来计划涉及大桥收费并将其连接至60号美国国道以东的四个街区。
2006年11月18日，在马歇尔大学与德克萨斯大学艾尔帕索分校的美式橄榄球比赛半场休息时，以马歇尔大学第一位入选职业橄榄球名人堂成员——弗兰克·盖茨基的名字对该桥进行了重新命名。

## 图集

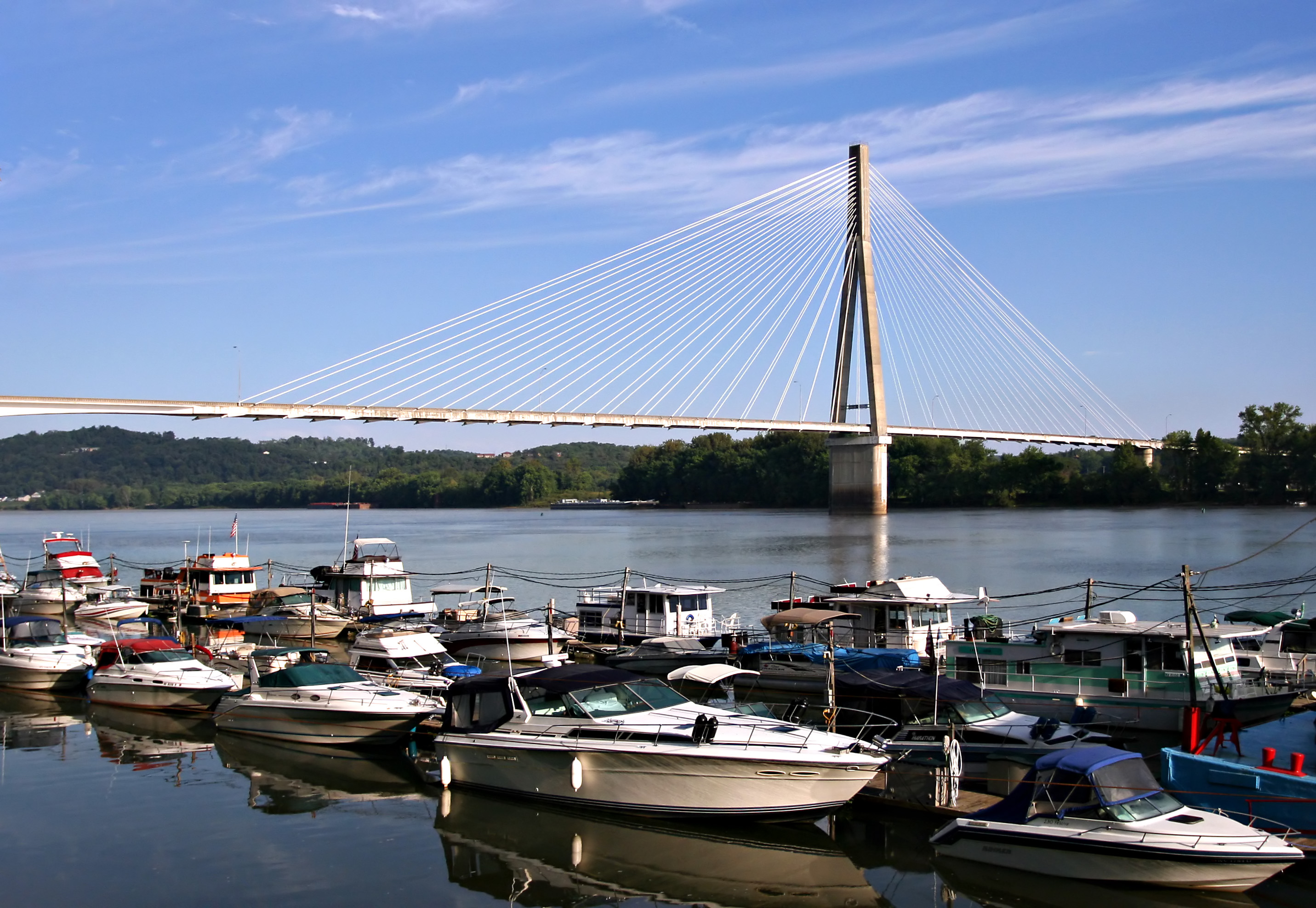
盖恩多特河船坞视角
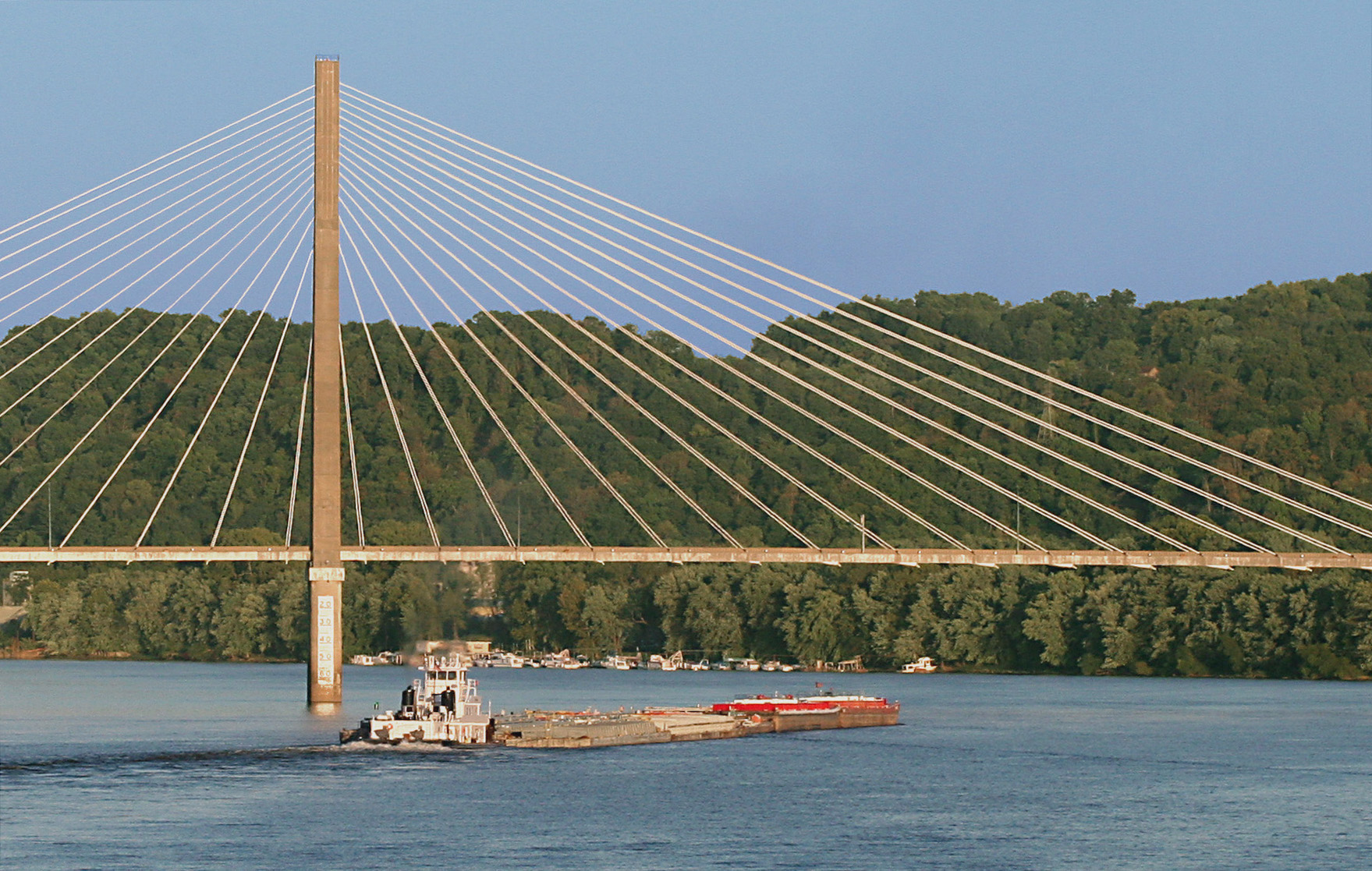
大桥及驳船
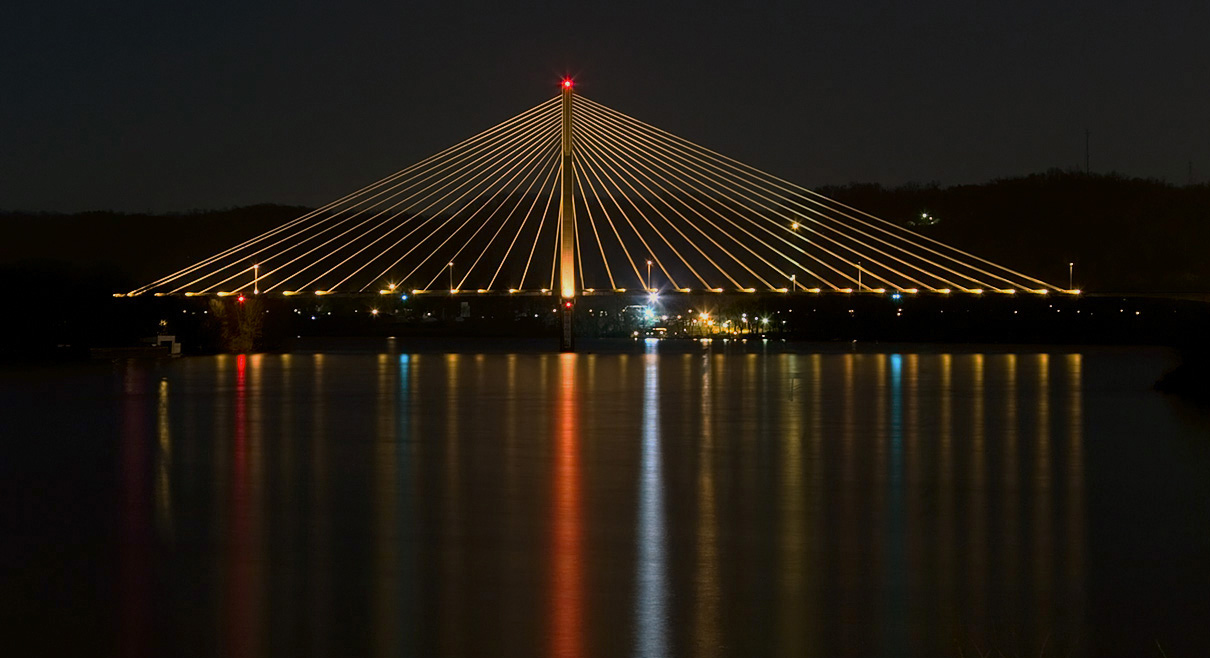
俄亥俄州夜间视角